# Mladen Ivanić

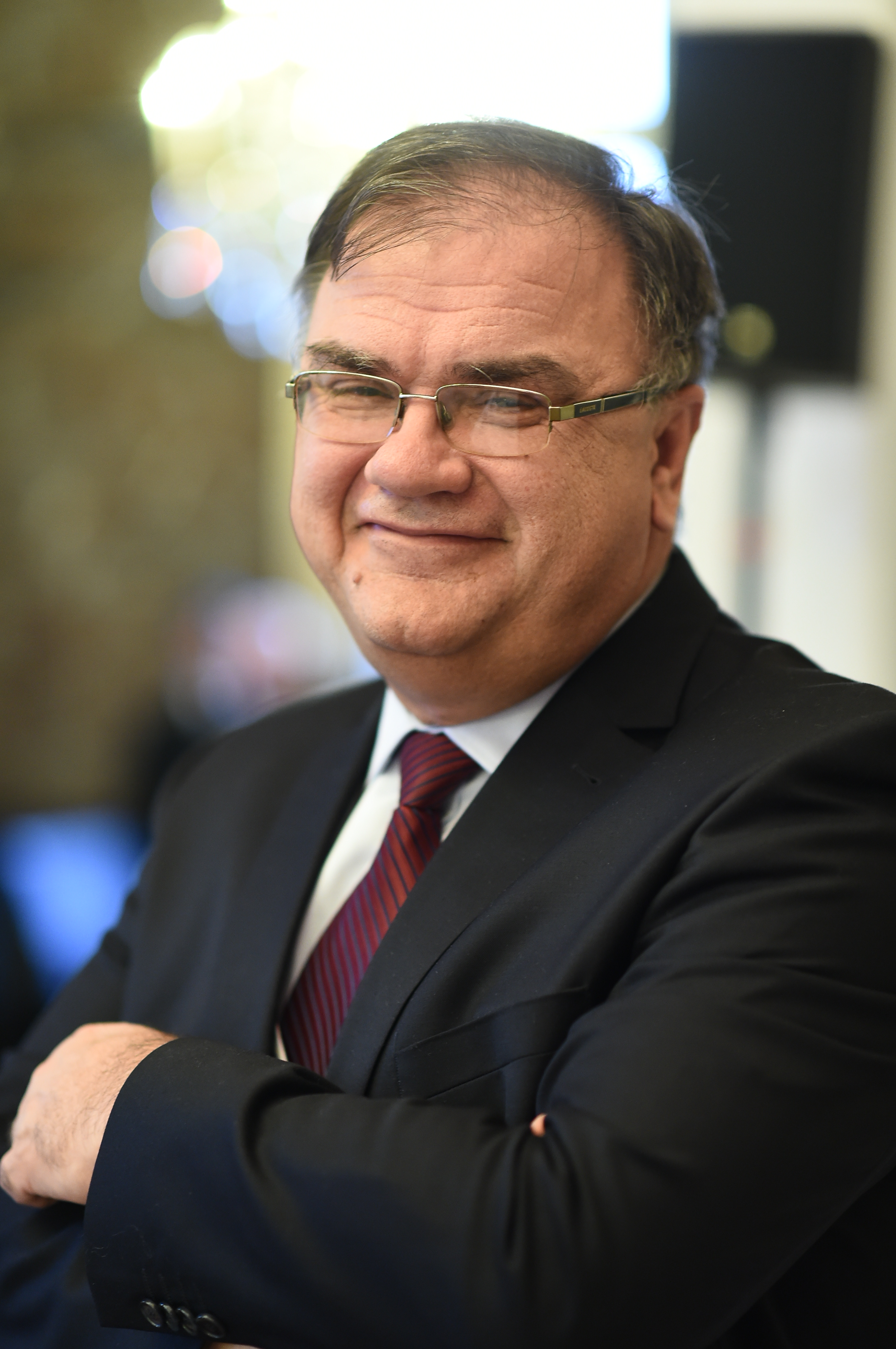
Mladen Ivanić (2014)

Mladen Ivanić (serbisch-kyrillisch Младен Иванић, * 16. September 1958 in Sanski Most) ist ein bosnischer Politiker (PDP). Er gehört der serbischen Volksgruppe an und war von 2014 bis 2018 serbisches Mitglied des dreiköpfigen Staatspräsidiums von Bosnien und Herzegowina. Bei den Wahlen 2018 unterlag er Milorad Dodik.

## Leben und Beruf
Ivanić wurde als Sohn eines Lehrers in Sanski Most geboren, lebt aber seit 1971 in Banja Luka. An der dortigen Universität studierte er Wirtschaftswissenschaften. 1988 wurde er in Belgrad promoviert. Seit 1985 war er als Assistent, seit seiner Promotion 1988 als Hochschullehrer in Banja Luka, Sarajevo und an verschiedenen ausländischen Universitäten tätig.
Ivanić ist verheiratet und hat zwei Kinder. Er spricht Deutsch und Englisch.

## Politik
1988 wurde der parteilose Ivanić in die neunköpfige Präsidentschaft der Sozialistischen Republik Bosnien und Herzegowina gewählt. 1999 gründete er die konservative Partija demokratskog progresa (Partei des demokratischen Fortschritts). Bis 2015 war er deren Vorsitzender.
Von 2001 bis 2003 war Ivanić Ministerpräsident der Republika Srpska. 2003 wurde er zum bosnischen Außenminister ernannt. Dieses Amt hatte Ivanić bis 2007 inne.
Seit Februar 2007 ist er Abgeordneter im Haus der Völker, der zweiten Kammer des Staatsparlaments. Bis zum Ausscheiden seiner Partei aus der Regierungskoalition war er Vorsitzender des Hauses. Darüber hinaus ist Ivanić Mitglied der Parlamentarischen Versammlung des Europarats.
2007 kandidierte er erfolglos für das Amt des Präsidenten der Republika Srpska.
Im Juni 2008 wurde Ivanić wegen Vernachlässigung seiner Amtspflichten im Zusammenhang mit einem Korruptionsfall zu einer Haftstrafe von 18 Monaten verurteilt. Gegen das Urteil legte Ivanić erfolgreich Rechtsmittel ein. Am 16. Juli 2010 hob der Gerichtshof von Bosnien und Herzegowina das Urteil von 2008 auf, und Ivanić wurde von allen Anschuldigungen freigesprochen.